# Kyriaki Liosi
Kyriaki "Kiki" Liosi (grekiska: Κυριακή "Κική" Λιόση), född 30 oktober 1979 i Aten, är en grekisk vattenpolospelare. Hon ingick i Greklands landslag vid olympiska sommarspelen 2004 och 2008.
Liosi tog OS-silver i damernas vattenpoloturnering i samband med de olympiska vattenpolotävlingarna 2004 i Aten. Hennes målsaldo i turneringen var nio mål, varav fem mot Italien i OS-finalen som Grekland förlorade med 9–10. Fyra år senare i Peking slutade Grekland på åttonde plats och Liosi gjorde fem mål i turneringen.
VM-guld tog Liosi 2011 i Shanghai och EM-silver 2010 i Zagreb samt 2012 i Eindhoven.